# Eumelos z Koryntu
Eumelos lub Eumelajos – półlegendarny poeta grecki, pochodzący zapewne z Koryntu autor poematu Prosodion, procesyjnego hymnu niepodległości Meseńczyków wykonywanego na Delos. Niewielki fragment tego dzieła przetrwał w pracach Pauzaniasza. Eumelosowi przypisywano również autorstwo kilku utworów epicznych właściwych dla obszaru kultury koryncko-sykiońskiej, szczególnie Corinthiaca, eposu opisującego pradzieje Koryntu. Epos Corinthiaca zaginął i znany jest dzisiaj wyłącznie z przekazu Pauzaniasza. 
Eposy Europia, Bougonia, Tytanomachia i Powrót spod Troi (z niezachowanego cyklu Nostoi) były również przypisywane (choć nie ma na to dowodów) Eumelosowi przez wielu późniejszych autorów starożytnych. 
Życie Eumelosa jest - zgodnie z tradycją - datowane na lata od 760 do 720 p.n.e. Według historyka Martina Westa epos Prosodion powstał w VII lub VI stuleciu p.n.e., a więc później niż chce tradycja i później niż przekazuje Euzebiusz z Cezarei.